# Oberto Spinola
Oberto Spinola est un homme politique génois, leader politique de la république de Gênes au XIIIe siècle. 

## Biographie
Né à Gênes, il était membre de la famille Spinola. En 1270, il a entamé une co-dictature avec Oberto Doria. Son fils Corrado a combattu lors de la bataille victorieuse de la Meloria (1284), qui a détruit le pouvoir de Pise, alors principal rival de Gênes en Méditerranée aux côtés de Venise.
En 1275, il était capitaine du peuple à Asti, et peut-être a-t-il participé à la bataille de Roccavione de la même année, qui a marqué la fin du parti guelfe-angevin au sud du Piémont. Il a également dirigé la construction de San Damiano d'Asti, une nouvelle ville construite par le peuple d'Asti.
En 1291, Spinola a commencé la construction du palais ducal de Gênes.